# Гайд Юнайтед
ФК «Гайд Юнайтед» (англ. Hyde United Football Club) — англійський футбольний клуб з міста Гайд, заснований у 1885 році. Виступає у Національній лізі Півночі. Домашні матчі приймає на стадіоні «Евен Філдс», потужністю 4 250 глядачів.